# Михайловка (Мендикаринський район)
Миха́йловка (каз. Михайлов) — село у складі Мендикаринського району Костанайської області Казахстану. Адміністративний центр Михайловського сільського округу.
Населення — 995 осіб (2021; 1165 у 2009, 1359 у 1999, 1477 у 1989).